# Afterglow (Ed Sheeran)
Afterglow is een nummer van de Britse singer-songwriter Ed Sheeran uit 2020. 
"Afterglow" is een rustig liefdesliedje. Het was het eerste nieuwe nummer van Ed Sheeran in een jaar tijd. Sheeran bracht het uit als kerstcadeau aan zijn fans. Hij zei dat het nummer "niet de eerste single van een nieuw album" is, maar "gewoon een liedje waar hij veel van houdt". Het nummer leverde Sheeran wereldwijd meteen een hit op. Het bereikte de 2e positie in zijn thuisland, het Verenigd Koninkrijk. In de Nederlandse Top 40 bereikte het de 10e positie, en in de Vlaamse Ultratop 50 de 5e.

## Hitnoteringen

### Nederlandse Top 40
| Hitnotering: 02-01-2021 t/m 01-05-2021 | Hitnotering: 02-01-2021 t/m 01-05-2021 | Hitnotering: 02-01-2021 t/m 01-05-2021 | Hitnotering: 02-01-2021 t/m 01-05-2021 | Hitnotering: 02-01-2021 t/m 01-05-2021 | Hitnotering: 02-01-2021 t/m 01-05-2021 | Hitnotering: 02-01-2021 t/m 01-05-2021 | Hitnotering: 02-01-2021 t/m 01-05-2021 | Hitnotering: 02-01-2021 t/m 01-05-2021 | Hitnotering: 02-01-2021 t/m 01-05-2021 | Hitnotering: 02-01-2021 t/m 01-05-2021 | Hitnotering: 02-01-2021 t/m 01-05-2021 | Hitnotering: 02-01-2021 t/m 01-05-2021 | Hitnotering: 02-01-2021 t/m 01-05-2021 | Hitnotering: 02-01-2021 t/m 01-05-2021 | Hitnotering: 02-01-2021 t/m 01-05-2021 | Hitnotering: 02-01-2021 t/m 01-05-2021 | Hitnotering: 02-01-2021 t/m 01-05-2021 | Hitnotering: 02-01-2021 t/m 01-05-2021 | Hitnotering: 02-01-2021 t/m 01-05-2021 |
| Week:                                  | 1                                      | 2                                      | 3                                      | 4                                      | 5                                      | 6                                      | 7                                      | 8                                      | 9                                      | 10                                     | 11                                     | 12                                     | 13                                     | 14                                     | 15                                     | 16                                     | 17                                     | 18                                     |                                        |
| -------------------------------------- | -------------------------------------- | -------------------------------------- | -------------------------------------- | -------------------------------------- | -------------------------------------- | -------------------------------------- | -------------------------------------- | -------------------------------------- | -------------------------------------- | -------------------------------------- | -------------------------------------- | -------------------------------------- | -------------------------------------- | -------------------------------------- | -------------------------------------- | -------------------------------------- | -------------------------------------- | -------------------------------------- | -------------------------------------- |
| Positie:                               | 30                                     | 15                                     | 12                                     | 11                                     | 10                                     | 12                                     | 12                                     | 11                                     | 16                                     | 19                                     | 21                                     | 22                                     | 19                                     | 19                                     | 16                                     | 21                                     | 28                                     | 34                                     | uit                                    |

### NederlandseSingle Top 100
| Hitnotering: 02-01-2021 t/m 22-05-2021 | Hitnotering: 02-01-2021 t/m 22-05-2021 | Hitnotering: 02-01-2021 t/m 22-05-2021 | Hitnotering: 02-01-2021 t/m 22-05-2021 | Hitnotering: 02-01-2021 t/m 22-05-2021 | Hitnotering: 02-01-2021 t/m 22-05-2021 | Hitnotering: 02-01-2021 t/m 22-05-2021 | Hitnotering: 02-01-2021 t/m 22-05-2021 | Hitnotering: 02-01-2021 t/m 22-05-2021 | Hitnotering: 02-01-2021 t/m 22-05-2021 | Hitnotering: 02-01-2021 t/m 22-05-2021 | Hitnotering: 02-01-2021 t/m 22-05-2021 | Hitnotering: 02-01-2021 t/m 22-05-2021 | Hitnotering: 02-01-2021 t/m 22-05-2021 | Hitnotering: 02-01-2021 t/m 22-05-2021 | Hitnotering: 02-01-2021 t/m 22-05-2021 | Hitnotering: 02-01-2021 t/m 22-05-2021 | Hitnotering: 02-01-2021 t/m 22-05-2021 | Hitnotering: 02-01-2021 t/m 22-05-2021 | Hitnotering: 02-01-2021 t/m 22-05-2021 | Hitnotering: 02-01-2021 t/m 22-05-2021 | Hitnotering: 02-01-2021 t/m 22-05-2021 | Hitnotering: 02-01-2021 t/m 22-05-2021 |
| Week:                                  | 1                                      | 2                                      | 3                                      | 4                                      | 5                                      | 6                                      | 7                                      | 8                                      | 9                                      | 10                                     | 11                                     | 12                                     | 13                                     | 14                                     | 15                                     | 16                                     | 17                                     | 18                                     | 19                                     | 20                                     | 21                                     |                                        |
| -------------------------------------- | -------------------------------------- | -------------------------------------- | -------------------------------------- | -------------------------------------- | -------------------------------------- | -------------------------------------- | -------------------------------------- | -------------------------------------- | -------------------------------------- | -------------------------------------- | -------------------------------------- | -------------------------------------- | -------------------------------------- | -------------------------------------- | -------------------------------------- | -------------------------------------- | -------------------------------------- | -------------------------------------- | -------------------------------------- | -------------------------------------- | -------------------------------------- | -------------------------------------- |
| Positie:                               | 74                                     | 26                                     | 24                                     | 24                                     | 20                                     | 19                                     | 15                                     | 17                                     | 22                                     | 25                                     | 32                                     | 31                                     | 32                                     | 44                                     | 38                                     | 44                                     | 52                                     | 63                                     | 59                                     | 85                                     | 96                                     | uit                                    |

### VlaamseUltratop 50
| Hitnotering: 02-01-2021 t/m 17-04-2021 | Hitnotering: 02-01-2021 t/m 17-04-2021 | Hitnotering: 02-01-2021 t/m 17-04-2021 | Hitnotering: 02-01-2021 t/m 17-04-2021 | Hitnotering: 02-01-2021 t/m 17-04-2021 | Hitnotering: 02-01-2021 t/m 17-04-2021 | Hitnotering: 02-01-2021 t/m 17-04-2021 | Hitnotering: 02-01-2021 t/m 17-04-2021 | Hitnotering: 02-01-2021 t/m 17-04-2021 | Hitnotering: 02-01-2021 t/m 17-04-2021 | Hitnotering: 02-01-2021 t/m 17-04-2021 | Hitnotering: 02-01-2021 t/m 17-04-2021 | Hitnotering: 02-01-2021 t/m 17-04-2021 | Hitnotering: 02-01-2021 t/m 17-04-2021 | Hitnotering: 02-01-2021 t/m 17-04-2021 | Hitnotering: 02-01-2021 t/m 17-04-2021 | Hitnotering: 02-01-2021 t/m 17-04-2021 | Hitnotering: 02-01-2021 t/m 17-04-2021 |
| Week:                                  | 1                                      | 2                                      | 3                                      | 4                                      | 5                                      | 6                                      | 7                                      | 8                                      | 9                                      | 10                                     | 11                                     | 12                                     | 13                                     | 14                                     | 15                                     | 16                                     |                                        |
| -------------------------------------- | -------------------------------------- | -------------------------------------- | -------------------------------------- | -------------------------------------- | -------------------------------------- | -------------------------------------- | -------------------------------------- | -------------------------------------- | -------------------------------------- | -------------------------------------- | -------------------------------------- | -------------------------------------- | -------------------------------------- | -------------------------------------- | -------------------------------------- | -------------------------------------- | -------------------------------------- |
| Positie:                               | 28                                     | 7                                      | 5                                      | 8                                      | 6                                      | 14                                     | 9                                      | 7                                      | 9                                      | 10                                     | 12                                     | 12                                     | 15                                     | 27                                     | 43                                     | 48                                     | uit                                    |

### NPO Radio 2 Top 2000
| Nummer met noteringen in de NPO Radio 2 Top 2000 | '21 | '22  | '23  |
| ------------------------------------------------ | --- | ---- | ---- |
| Afterglow                                        | 981 | 1439 | 1758 |

1. ↑  Een vetgedrukt getal geeft de hoogste notering aan.
2. ↑  2021 was het eerste jaar met een notering voor dit nummer.
3. ↑  Deze tabel is bijgewerkt tot en met de laatste editie (2024).